# Сапалаївка
Сапала́ївка — річка в Луцьку та Луцькому районі Волинської області, права притока Стиру.

## Гідрологічна характеристика
Починається річка Сапалаївка з невеликого струмка у долині поблизу луцького міського кладовища в селі Гаразджі Луцького району Волинської області й прямує на захід в напрямку міста. Сапалаївка входить до Луцька через Теремнівський мікрорайон, де на ній споруджено Теремнівські ставки. Далі річка протікає через Парк 900-річчя Луцька й прямує в напрямку вулиці Набережної, де впадає в річку Стир — праву притоку Прип'яті басейну Дніпра.
Довжина р. Сапалаївка — 12,4 км (в межах Луцька — 8,3 км), площа басейну — 39,2 км2. Пересічна ширина річища у середній течії 2 м, долини — 1 км. Річище прямолінійне, місцями штучно спрямлене.
Витрати води коливаються в межах 0,04 — 0,4 м3/с залежно від сезону гідрологічного режиму.
На річці трапляються критичні паводки. Так, 30 липня 2013 року рівень води у результаті зливи у Сапалаївці піднявся на 2-3 метри на різних ділянках, затопивши дитячу залізницю, міст на вулиці Ярощука, утворивши «озеро» між навчально-лабораторним корпусом № 2 (факультети — біологічний; географічний; психології) Волинського національного університету імені Лесі Українки та НВК № 9.

## Гідрохімічна характеристика
За хімічним складом вода є гідрокарбонатно-кальцієвою з мінералізацією понад 500 мг/дм3. Проблема з якістю води Сапалаївки, як і для багатьох малих річок, що протікають містом (наприклад, Либідь у Києві, Полтва у Львові) — забруднення сміттям та господарсько-побутовими стічними водами.
Рішенням виконкому Луцької міськради від 24.05.2013 р. «Про заходи для запобігання погіршенню якості поверхневих вод» для комунального підприємства «Луцькводоканал» було встановлено пункти щоквартального локального моніторингу якості води на р. Сапалаївка: № 1 — водойма Теремно; № 2 — парк імені 900-річчя м. Луцька; № 3 — вул. Набережна.
Як позитивний у водоохоронному плані аспект — благоустроєна ділянка річки Сапалаївка в районі комплексу «Сітіпарк». Благоустрій річки виконано з елементами ревіталізації. 

## Назва річки
Раніше річка Сапалаївка називалась Яровицею, оскільки там, де вона впадала в Стир, було колись село Яровиця. Теперішню назву річка отримала від ставу, який у її пониззі кілька століть тому загатив якийсь багатий чоловік Сапалай. Став відтоді назвали Сапалаївським. Згодом і річка стала Сапалаївкою.
Також однією з версій походження назви Сапалаївка є наступна — за часів нападу Наполеона на Російську імперію на березі річки загинув французький високопосадовець Сапалай; з того часу й називають річку Сапалаївкою.

## Значні об'єкти на берегах річки
В басейні річки розташовані споруди Волинського національного університету імені Лесі Українки, дитяча залізниця, ботанічний сад.
У 2021 році почали розробляти концепцію облаштування велосипедної та пішохідної доріжок вздовж річки. Маршрут розпочинатиметься від проспекту Відродження, пролягатиме через парк 900-річчя Луцька та з’єднуватиметься з рекреаційною територією, яка буде знаходитися поряд із житловим комплексом у центрі міста.

## Галерея

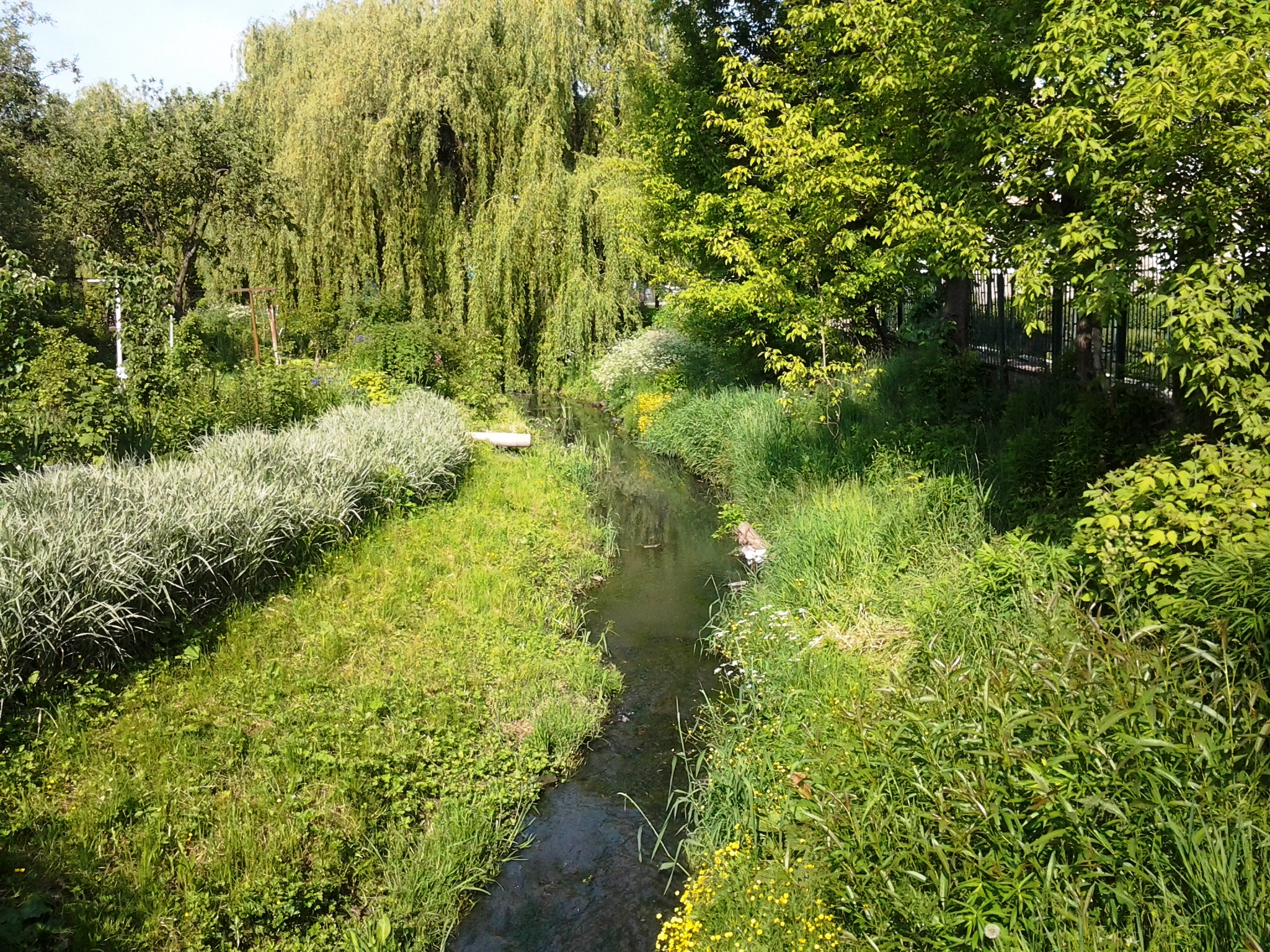
Річка Сапалаївка — вид з вул. Ярощука у Луцьку.
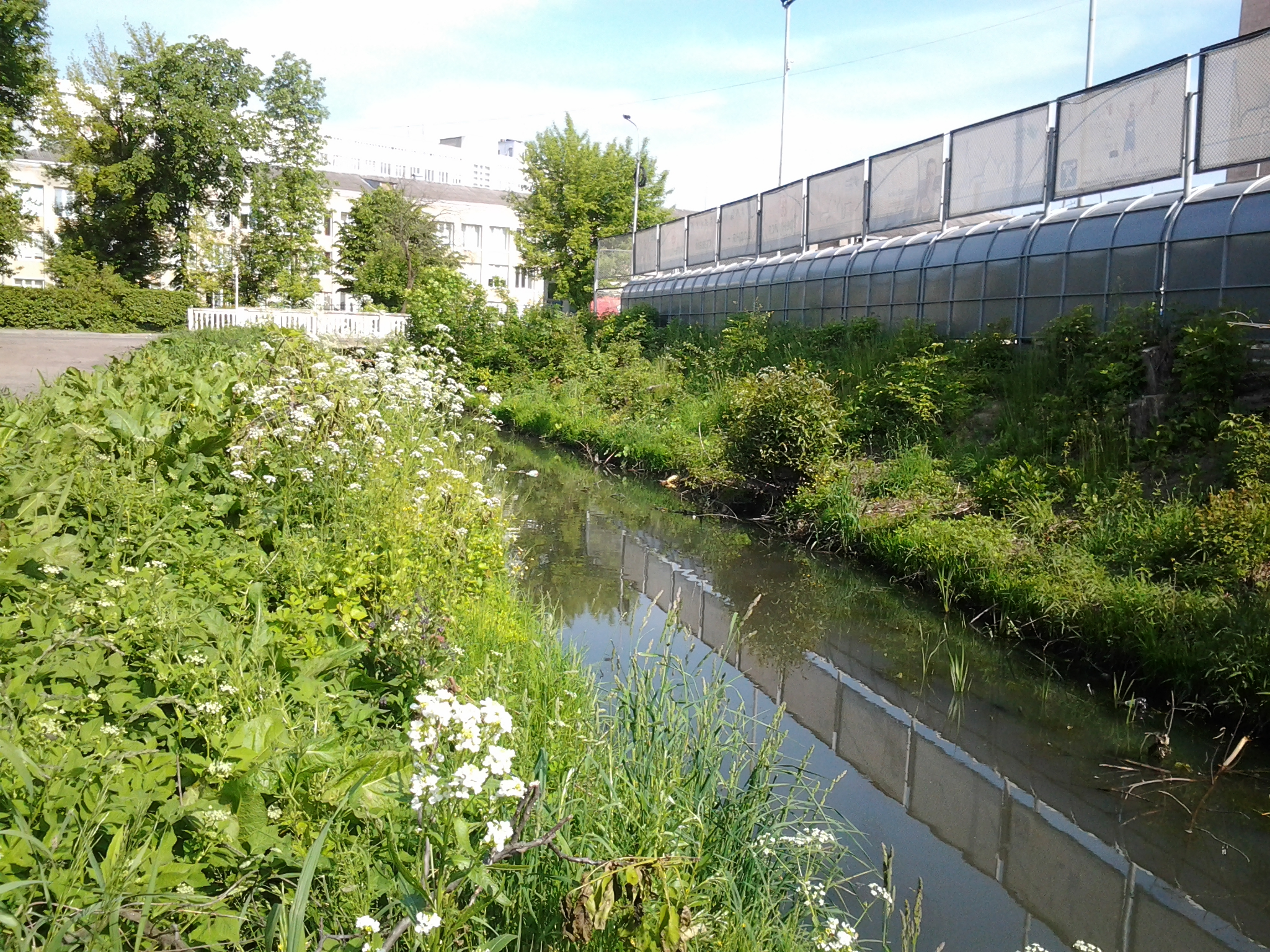
Річка Сапалаївка в Луцьку. Прямо — НВК № 9, праворуч — спортмайданчик ВНУ ім. Лесі Українки.
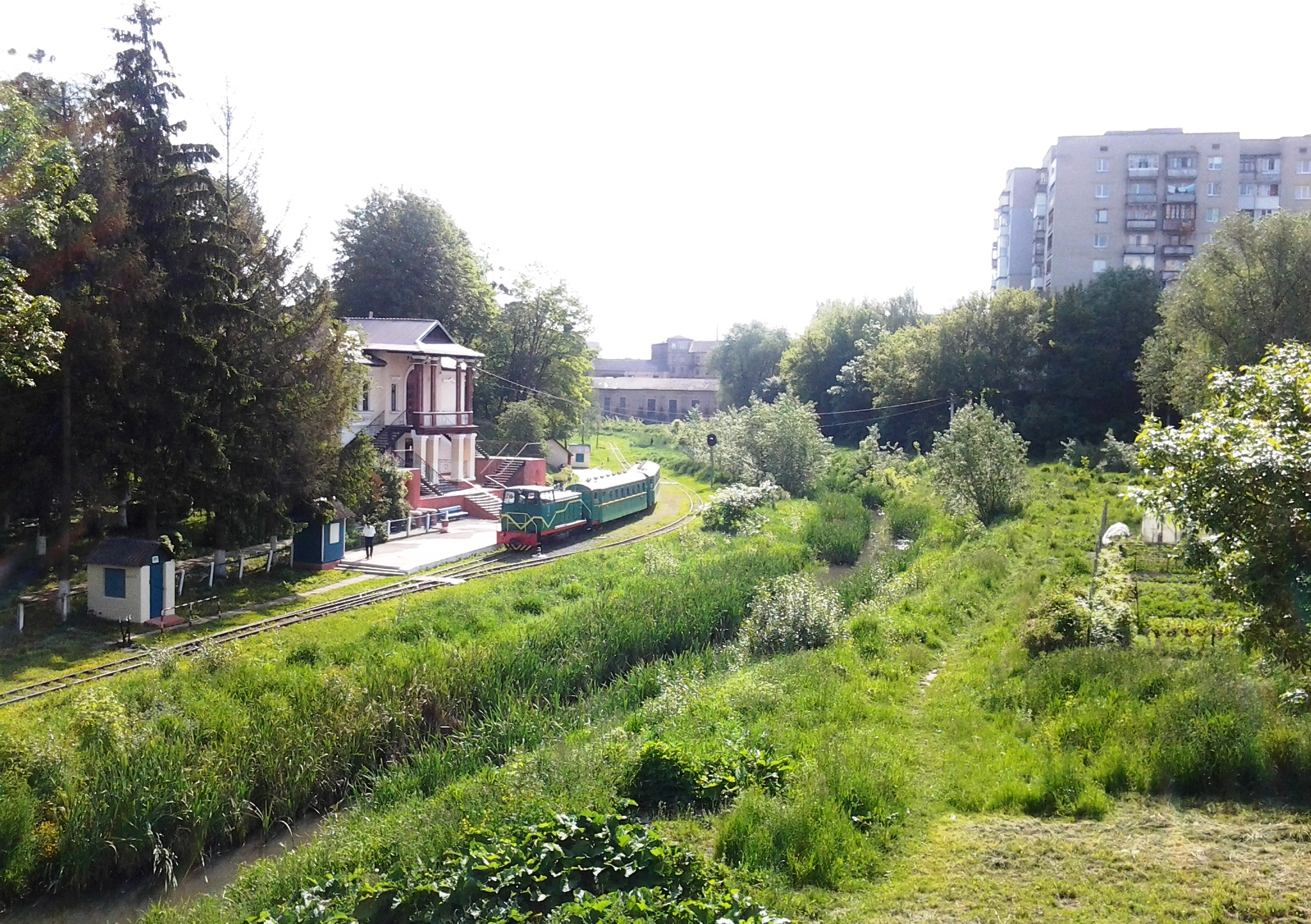
Річка Сапалаївка в Луцьку, поруч дитяча залізниця.
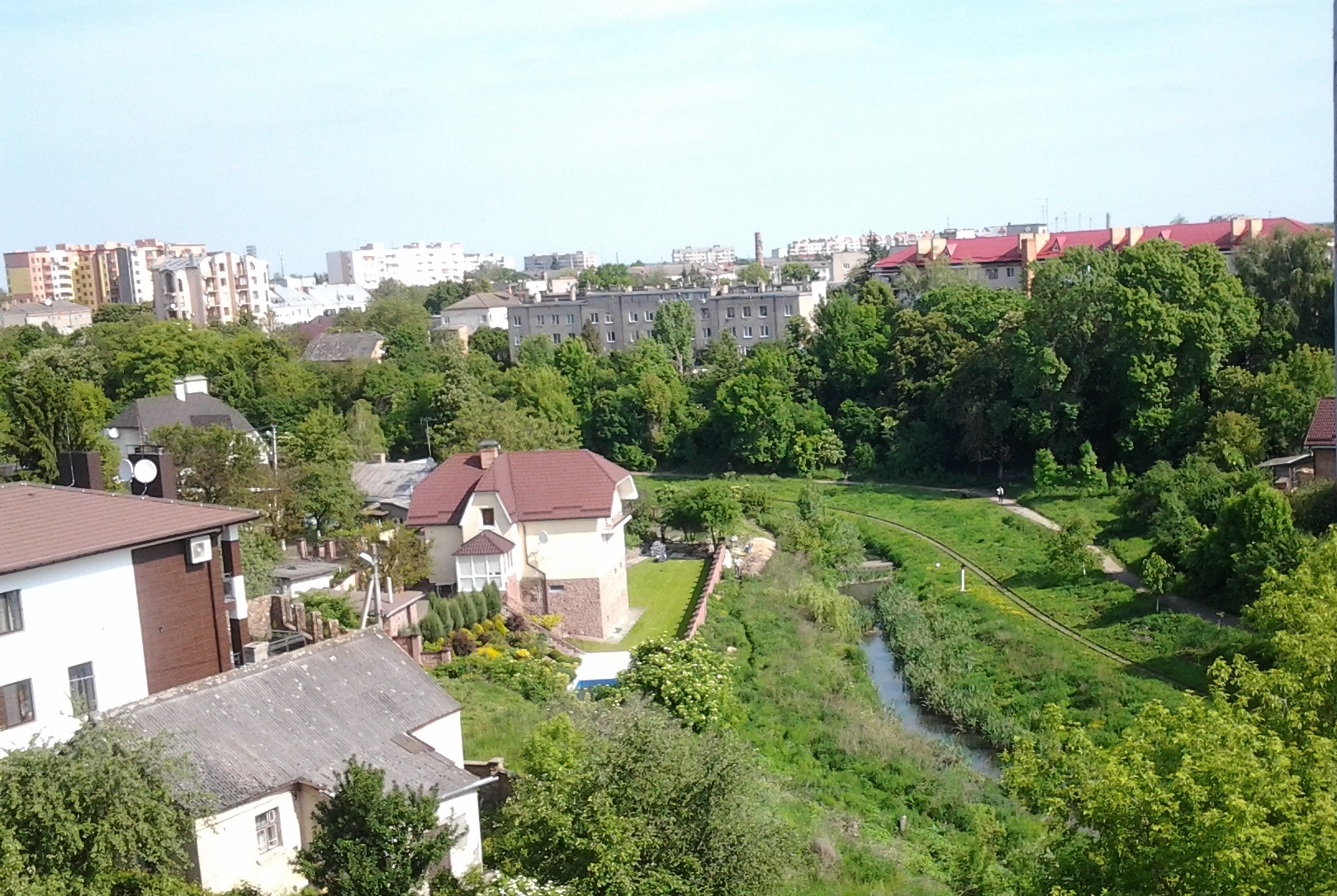
Річка Сапалаївка в Луцьку (вид з вулиці Незалежності).
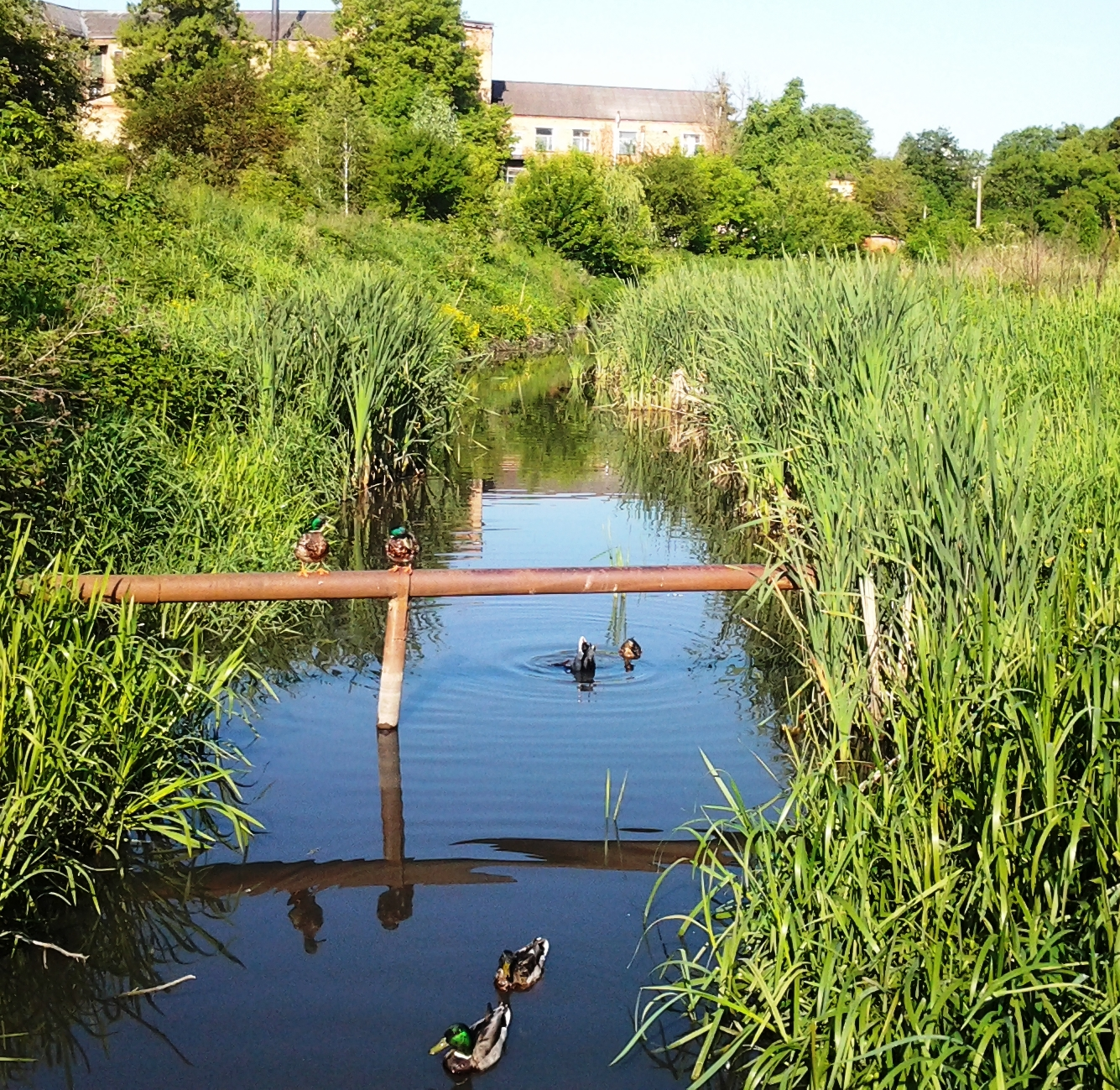
Дикі качки на р. Сапалаївка — у Луцьку.
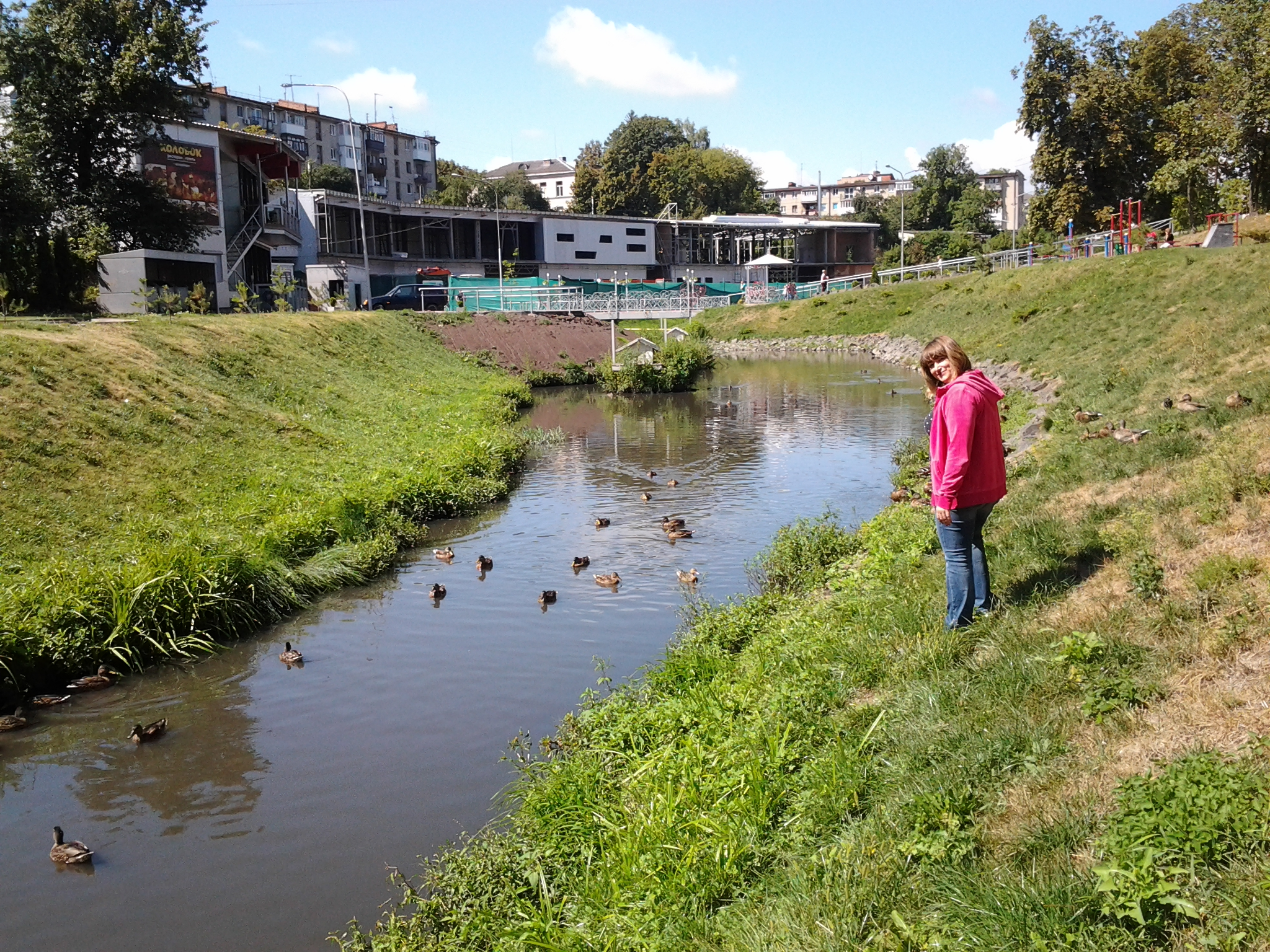
Ревіталізована ділянка р. Сапалаївка — у Луцьку (парк-сіті).
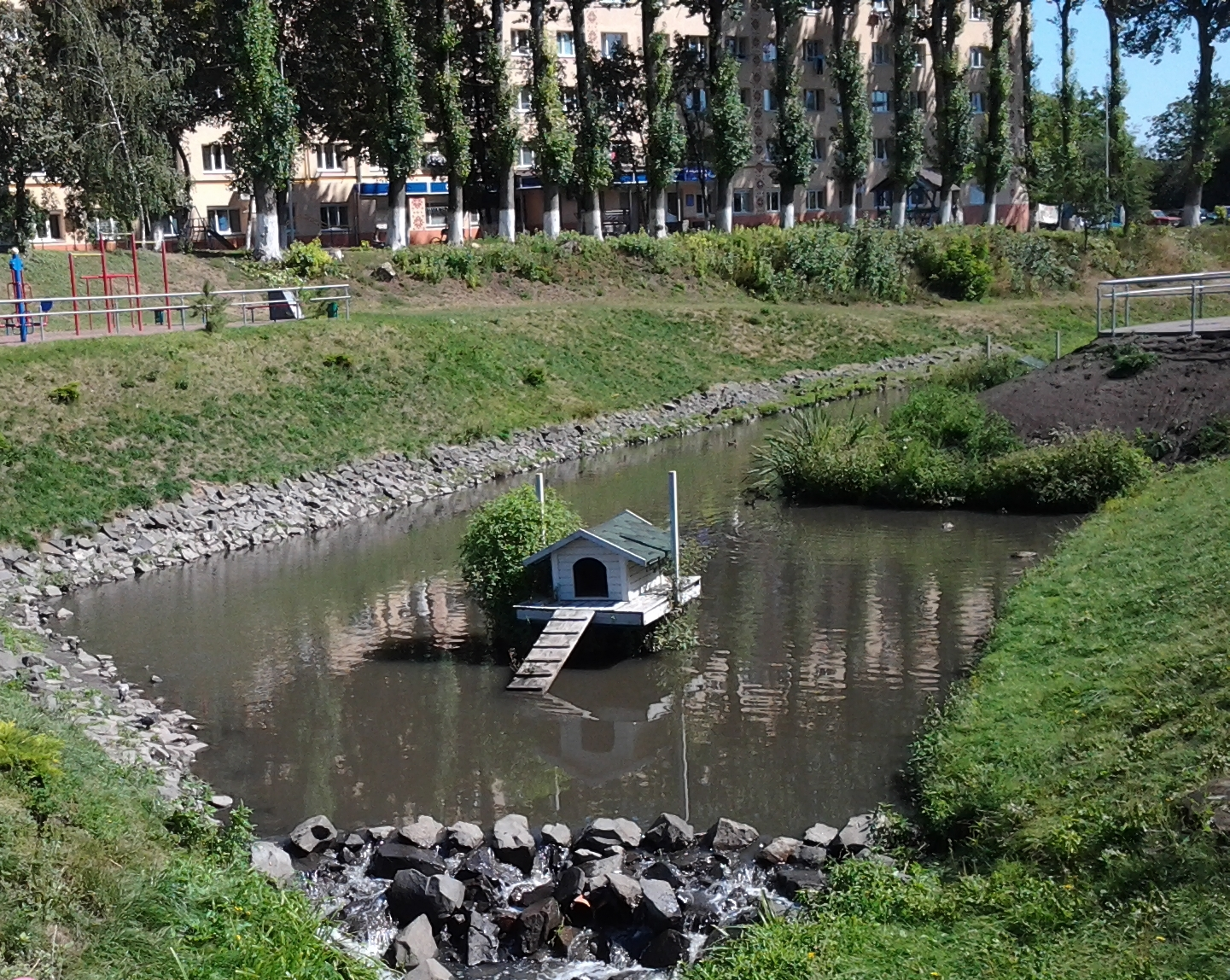
Ревіталізована ділянка р. Сапалаївка — у Луцьку (парк-сіті).